# Manoir de Konofer
Le manoir de Konofer (en allemand Gutshaus Konofer, en estonien Konuvere mõis), est un manoir situé en Estonie dans la commune de Vigala (avant 1920 : Fickel). C’était le berceau de la famille von Rennenkampf.

## Historique
Le domaine a été cité pour la première fois par écrit en 1563. Il appartient de 1750 à fin 1919 (avec une courte interruption) à la famille des Rennenkampf, aristocrates germano-baltes au service de l’Empire russe auquel appartint la région jusqu’en 1917. Ensuite il appartient à l’Estonie nouvellement indépendante qui expropria l’aristocratie foncière, presque toujours d’origine allemande. Le domaine s’étendait sur une superficie de 1 088 hectares, dont 560 cultivés.
Un petit manoir d’un étage avec un portique ionique, y est érigé en style néoclassique en 1810. C’est ici que naquit en 1854 le futur général Paul von Rennenkampf. Le château est partiellement incendié par les paysans révoltés au moment de la révolution de 1905 qui suscite des jacqueries dans une grande partie de l’Empire russe. Le manoir est restauré avec quelques altérations.
Le domaine est nationalisé fin 1919, lorsque les propriétaires d’origine allemande sont expulsés, et le manoir est attribué vers 1930 à Bernhard Mitt qui avait combattu pour l’indépendance de l’Estonie, dont la famille demeure là jusqu’en 1939. Le manoir sert de quartier militaire aux armées allemande et soviétique successivement pendant la Seconde Guerre mondiale, puis lorsque l’Estonie devient la République socialiste soviétique d’Estonie, incorporée à l’URSS, le manoir sert de jardin d’enfants et d’école maternelle, ainsi que de colonie de vacances.
La fille de Bernahrd Mitt récupère le manoir à l’indépendance de l’Estonie et le vend en 2000. Les propriétaires actuels restaurent le château, entouré d’un parc de quatre hectares, et installent au domaine un élevage de chiens de traineaux (husky de Sibérie) et de chevaux, dont des trakehners.

## Source
- (de) Cet article est partiellement ou en totalité issu de l’article de Wikipédia en allemand intitulé « Konofer » (voir la liste des auteurs).